# Aglianico

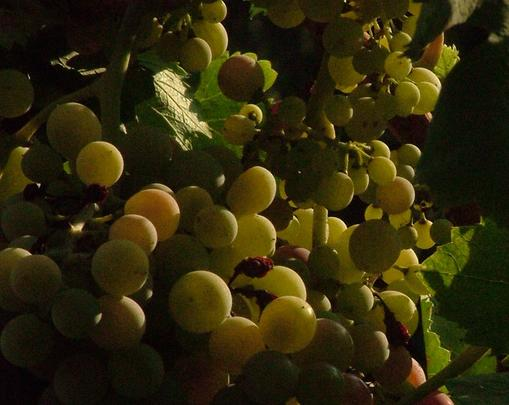

Aglianico är en blå sort av vindruva som i första hand förekommer i södra Italien. I takt med att syditalienska viner på lokala druvsorter fått ökad uppmärksamhet har Aglianico fått ökad uppmärksamhet, och ses som en av Syditaliens mest lovande. Druvan anses ha sin hemvist i hålfoten på den Italienska stöveln längst ner i landet. Den bedöms ha potential att skapa viner med stora lagringsmöjligheter men denna potential är ännu delvis outnyttjad eftersom hemvisten är en ganska fattig del av Italien och vinodlare helt enkelt ännu inte haft råd att göra de investeringar som krävs för att utveckla potentialen.

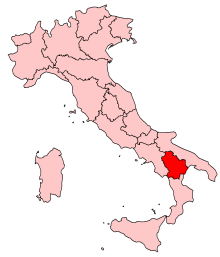
Basilicata-regionen i Italien

Tidigare sades Anglianico härstamma från den grekiska druvan Hellenic och antogs också ha tagits till denna del av Italien av grekerna runt år 600 före Kristus, innan romarna tog över, men detta motsäges av modern DNA-analys som istället tyder på att det är en inhemsk druva. Druvan har stannat kvar i den del av södra Italien som den en gång kom till, i regionerna Basilicata, Apulien och Kampanien.
Druvan ger tunga och kraftiga viner vars doft och smak har drag av mörka bär, tobak, kryddighet och rök.